# 채퍼퀴딕 사건

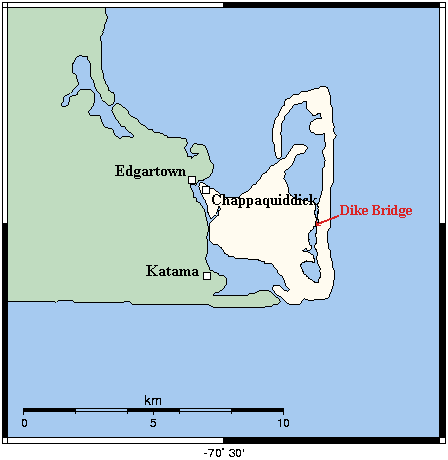
채퍼퀴딕 사건을 설명하는 지도

채퍼퀴딕 사건(Chappaquiddick incident)은 1969년 7월 18일에서 19일 사이 자정 무렵 미국 매사추세츠주 채퍼퀴딕섬에서 에드워드 M. 케네디 상원의원이 자신의 차를 몰고 좁은 다리를 벗어나 파우치 폰드에서 전복되는 사고가 발생했다. 이 사고로 인해 28세의 승객 메리 조 코펙네가 차량 안에 갇혀 사망했다.
케네디는 7월 18일 금요일 오후 11시 15분에 마서스 포도원 동쪽 끝에 있는 채퍼퀴딕 섬에서 파티를 떠났다. 그는 이후 코펙네를 페리 착륙장으로 즉시 데려다 주고 에드가타운으로 돌아가는 것이 목적이었지만 실수로 편도 1차선 다리로 이어지는 흙길로 잘못 돌아섰다고 진술했다. 케네디는 차가 다리에서 호수로 미끄러져 들어간 후 헤엄쳐 달아났고 물에 잠긴 차에서 코펙네를 구출하려 했지만 그러지 못했다고 주장했다. 비번인 보안관 대리가 12시 40분에 케네디의 번호판과 일치하는 차를 봤다고 진술했기 때문에 코펙네의 죽음은 금요일 오후 11시 30분에서 토요일 오전 1시 사이에 언제든지 일어날 수 있었다. 케네디는 현장을 떠났고 토요일 오전 10시가 넘어서야 경찰에 사고를 보고했다. 한편 잠수부가 토요일 오전 9시가 되기 직전 케네디의 차에서 코펙네의 시신을 수습했다.
7월 25일 열린 법정 심리에서 케네디는 사고 현장을 떠난 혐의에 대해 유죄를 인정하고 2개월의 집행유예를 선고받았다. 같은 날 저녁 TV로 중계된 성명에서 케네디는 사고 직후 자신의 행동은 "전혀 말이 안 된다"며 사고를 즉시 보고하지 않은 것은 "방어할 수 없는 것"이라고 생각한다고 말했다. 1970년 1월 5일의 사법 조사에서 케네디와 코페치네는 페리를 타고 갈 의도가 없었으며 케네디는 고의로 다리 쪽으로 방향을 틀었고 무모하지는 않더라도 자신의 차량을 너무 빠른 속도로 운행하여 어둠 속에서 다리가 야기할 위험성에 대비했다는 결론을 내렸다. 판사는 혐의를 권고하지 않았고 4월 6일 대배심이 소집되어 아무런 기소도 하지 않았다. 5월 27일 자동차 등록소 심리에서 케네디의 운전면허는 사고 후 16개월 동안 정지되었다.
채퍼퀴딕 사건은 전국적인 뉴스가 되었고 1972년과 1976년에 케네디가 대선에 출마하지 않기로 결정하는 데 영향을 미쳤다. 중에 그것은 그가 대통령이 될 수 있는 가능성을 훼손했다고 한다. 케네디는 궁극적으로 1980년 민주당 대통령 예비선거에 들어가기로 결정했지만 37.6%의 득표율을 얻는데 그쳐 현직 미국 대통령 지미 카터에게 지명을 빼앗겼다.